# Червена скала
 Тази статия е за селото в област Кърджали, България.  За селото в област Шумен вижте Живково (област Шумен).  
Червѐна скала̀ е село в Южна България, община Ардино, област Кърджали.

## География
| Население по години | Население по години |
| ------------------- | ------------------- |
| 1992 г.             | 136 души            |
| 2001 г.             | 85 души             |
| 2011 г.             | 68 души             |
| 2019 г.             | 81 души             |

Село Червена скала се намира в най-източната част на Западните Родопи, на 5 – 6 km западно от границата им с Източните Родопи, на около 16 km запад-югозападно от центъра на град Кърджали и 5 km север-североизточно от град Ардино.
Селото е застроено предимно на две места по две съседни височини. На северозапад от него през около километър разстояние, по съседни успоредни била, са разположени селата Млечино и Искра. На североизток се намира село Богатино, по пътя през което Червена скала се свързва със село Кобиляне, а от него на запад – с общинския център Ардино и на изток – с областния център Кърджали.
Надморската височина при старата крайпътна чешма в източната част на село Червена скала е около 728 m.

## История
Село Червена скала е създадено при отделяне от село Млечино през 1986 г. на дотогавашната махала Червена скала (Ал-кая).

## Население
Преброяване на населението през 2011 г.
Численост и дял на етническите групи според преброяването на населението през 2011 г.:
|                     | Численост | Дял (в %) |
| Общо                | 68        | 100,00    |
| Българи             | 0         | 0,00      |
| Турци               | 68        | 100,00    |
| Цигани              | 0         | 0,00      |
| Други               | 0         | 0,00      |
| Не се самоопределят | 0         | 0,00      |
| Неотговорили        | 0         | 0,00      |

## Религии
Изповядваната религия в село Червена скала е ислям.

## Обществени институции
Село Червена скала към 2020 г. е център на кметство Червена скала.
Молитвеният дом в селото е джамия.